# St. Laurentius (Eltheim)

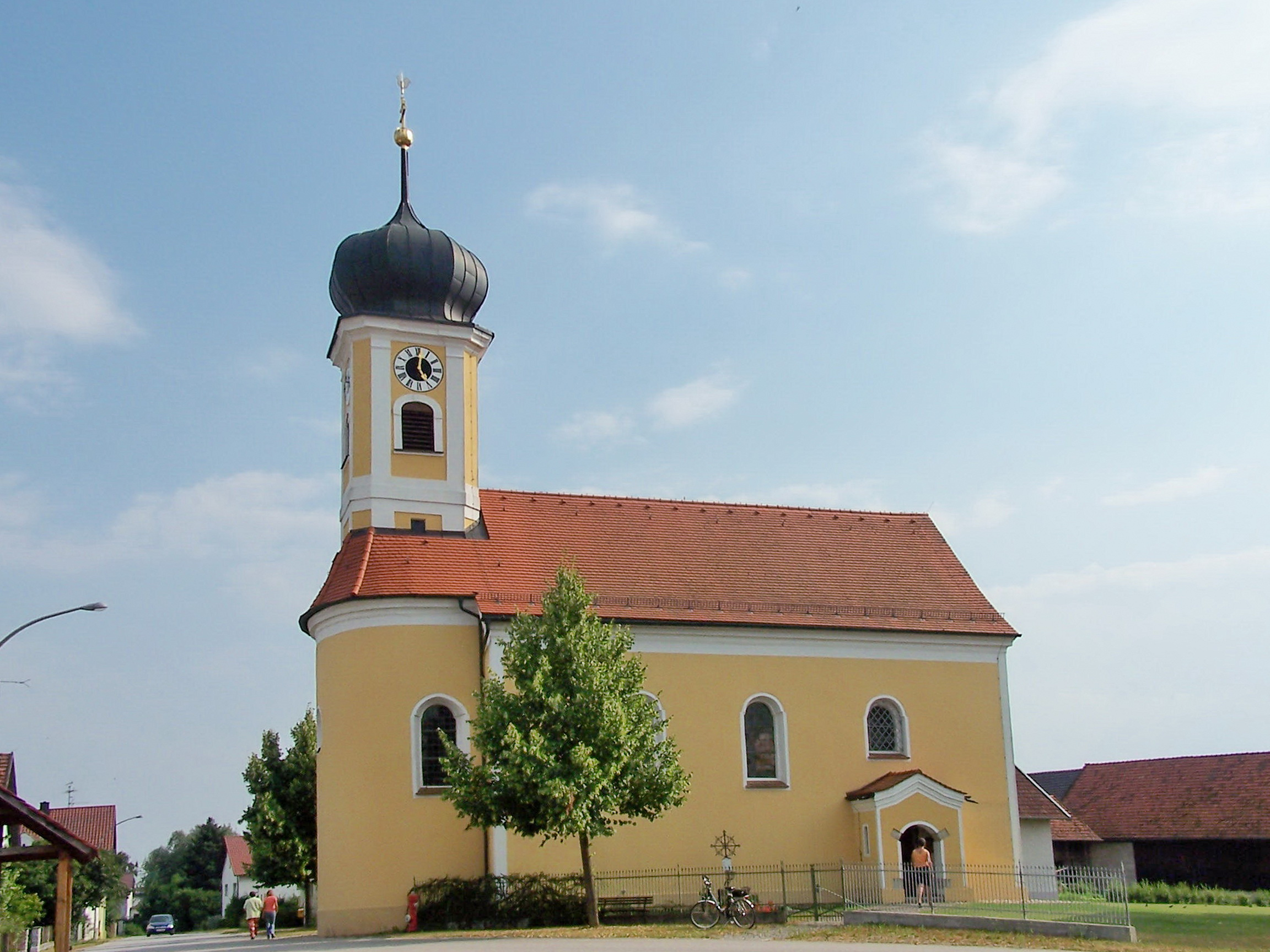
St. Laurentius (Eltheim)

Die römisch-katholische, denkmalgeschützte Filialkirche  St. Laurentius steht in Eltheim, einem Ortsteil der Gemeinde Barbing im Landkreis Regensburg der Oberpfalz. Sie gehört zum Bistum Regensburg. Das Bauwerk ist unter der Denkmalnummer D-3-75-117-7 als Baudenkmal in die Bayerische Denkmalliste eingetragen.

## Beschreibung
Die Saalkirche wurde um 1740 erbaut. Sie besteht aus einem Langhaus und einem eingezogenen, segmentbogig abgeschlossenen Chor im Osten, über dem sich ein Dachreiter erhebt, der mit Pilastern gegliedert ist, der die Turmuhr und den Glockenstuhl beherbergt, und der über dem Dachgesims mit einer Zwiebelhaube bedeckt ist.
Der Innenraum des Langhauses ist mit einer Flachdecke überspannt, die mit einer Hohlkehle gerahmt ist. Zur Kirchenausstattung gehören ein um 1700 gebauter Hochaltar, auf dessen Altarretabel, das von Säulen flankiert wird, der Heilige Laurentius dargestellt ist, und die um 1770 gebaute Kanzel.